# Matthew Adams (fútbol americano)
Matthew Adams (Missouri City, Texas, 12 de diciembre de 1995) es un jugador profesional estadounidense de fútbol americano que se desempeña en la posición de linebacker en Cleveland Browns, equipo de la National Football League (NFL).

## Carrera
Fue seleccionado en la séptima ronda en la Reunión Anual de Selección de Jugadores de la NFL de 2018. Hizo su debut profesional con el equipo Indianapolis Colts, en el cual jugó cuatro temporadas (2018-2022), después pasó a Chicago Bears (2022-2023), luego a Cleveland Browns, donde lleva jugando una temporada.